# 15618 Lorifritz
15618 Lorifritz è un asteroide della fascia principale. Scoperto nel 2000, presenta un'orbita caratterizzata da un semiasse maggiore pari a 2,2869059 UA e da un'eccentricità di 0,1439250, inclinata di 2,20961° rispetto all'eclittica.